# Puits Kusugu

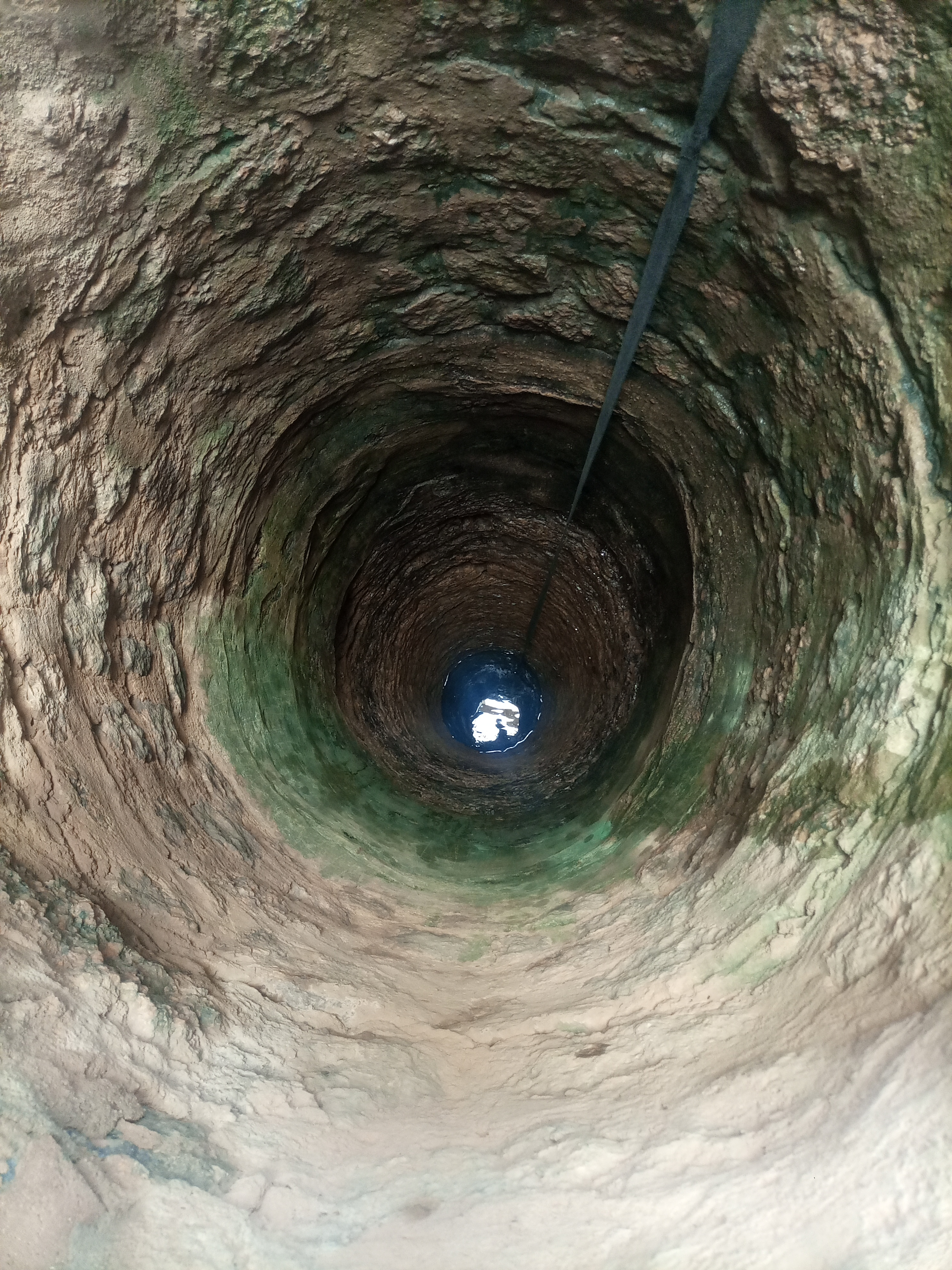
Kusugu

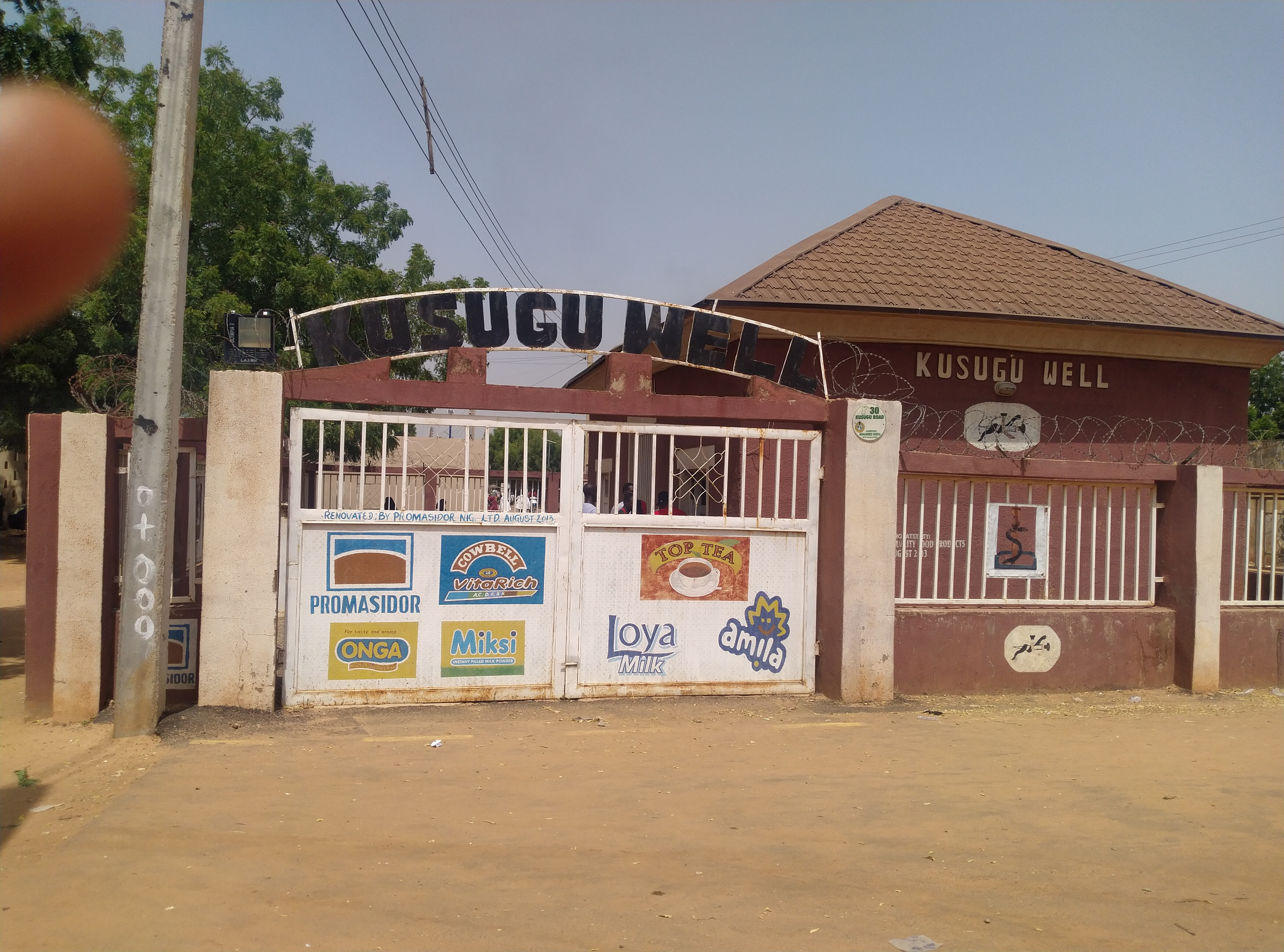
Kusugu

Le puits Kusugu est un ancien puits situé à Daura, au Nigeria . Le puits est célèbre pour sa relation avec la légende du héros Bayajidda battant le serpent Sarki. Le puits et la dague supposée de Bayajidda sont désormais une attraction touristique.

## La légende
Selon le mythe haoussa, les communautés haoussa vivent au centre du Soudan (une grande partie du nord du Nigeria moderne et une partie du Niger) depuis plus de 2000 ans.
On pensait que Daura était l'une des plus grandes villes haoussa de cette époque. Il avait des reines à la tête du gouvernement qui surveillaient les affaires du peuple. Sous le règne de la reine Daurama, la principale source d'eau de Daura était le puits de Kusugu. Mais les gens n'étaient autorisés à aller chercher de l'eau que le vendredi à cause d'un étrange serpent qui vit à l'intérieur du puits.
C'est ainsi que les gens continuent de mourir de faim jusqu'au jour où une personne que l'on croyait être un prince de Baghdadi, Bayajidda (Abu Yazid), vint à Daura parce qu'il ne pouvait pas accéder au trône après la mort de son père. Le brave prince après avoir logé dans la maison d'une vieille femme au nom d'Ayyana, a demandé de l'eau, mais il n'en a pas reçu assez. Il a ensuite demandé qu'on lui montre le puits pour aller chercher de l'eau. Il a été averti d'un étrange serpent. Il est allé au puits et a finalement tué le serpent après un combat. La reine l'a ensuite épousé et il est devenu roi. Parce qu'il ne pouvait pas parler haoussa avant, les gens ont commencé à l'appeler Bayajidda, ce qui signifie qu'il ne comprenait pas avant.
Il avait sept enfants qui régnaient sur les sept États haoussa appelés Hausa Bakwai. Le puits de Kusugu est l'endroit où le serpent géant Sarki a été tué par Bayajida au Xe siècle parce que le serpent ne permettait aux habitants de Daura d'aller chercher de l'eau au puits qu'une fois par semaine, principalement le vendredi.

### Arrivée de Bayajidda à Daura et massacre du serpent
Bayajidda a laissé sa femme et son enfant à Garun Gabas et a continué vers le village de Gaya près de Kano, que d'autres croient être Gaya dans le Niger moderne, où il a demandé aux forgerons locaux de lui fabriquer un couteau. Il est ensuite venu dans la ville de Daura (située dans l'État moderne de Katsina), où il est entré dans une maison et a demandé de l'eau à une vieille femme. Elle l'informa qu'un serpent nommé Sarki ( sarki est le mot haoussa pour roi ) gardait le puits et que les gens n'étaient autorisés à puiser de l'eau qu'une fois par semaine. Bayajidda partit pour le puits et tua le serpent avec l'épée et le décapita avec le couteau que les forgerons avaient fabriqué pour lui, après quoi il but de l'eau, mit la tête dans un sac et retourna à la maison de la vieille femme (Le puits où cela se serait produit est aujourd'hui une attraction touristique. ) 
Le lendemain, les habitants de Daura se sont rassemblés au puits, se demandant qui avait tué le serpent; Magajiya Daurama, la reine locale a offert la souveraineté sur la moitié de la ville à quiconque pouvait prouver qu'il avait tué le serpent. Plusieurs hommes ont amené des têtes de serpent, mais les têtes ne correspondaient pas au corps. La vieille femme, propriétaire de la maison où Bayajidda séjournait, informa la reine que son invité l'avait tué, après quoi Daurama convoqua Bayajidda. Ayant présenté la tête du serpent, lui prouvant que c'était lui qui avait tué Sarki, il refusa l'offre de la moitié de la ville, lui demandant à la place sa main en mariage; elle l'a épousé par gratitude pour avoir tué le serpent.